# Slangerup Station
Slangerup Station er en jernbanestation på den nu delvist nedlagte Slangerupbane. Banen gik fra  København L (Lygten) via Værløse, Farum og Lynge til endestationen Slangerup. Strækningen fra København til Farum er nu en del af S-togsnettet. 
Stationen åbnede som midlertidig endestation 20. april 1906, resten af banestrækningen blev dog aldrig bygget. Omkring 1925 var der planer i gang om, at den sjællandske midtbane skulle have station i Slangerup. Den Sjællanske Midtbane skulle føres videre mod Hillerød. Den nærliggende mølle fik fjernet sine møllevinger, og man gjorde klar til at ombygge stationen til den nye bane, men den kom aldrig til Slangerup. 
23. maj 1954 blev strækningen mellem Farum og Slangerup erstattet af rutebilkørsel og stationen dermed nedlagt.
Blandt målene med banen var at give københavnere et alternativ til udflugtsmålene langs kystbanen (Rungsted-Helsingør); det ses blandt andet af at køreplanen indeholdt flere afgange på søndage end på arbejdsdage.
Slangerup Station blev tegnet af arkitekt  Heinrich Wenck, nedrevet år 2000[kilde mangler] . I dag står der en kopi af den gamle stationsbygning i Slangerup på samme sted som den oprindelige. Den er bygget efter de originale tegninger af Wenck´s bygning fra 1906. Kopi bygningen er magen til Wenck´s dog uden toilet bygning.